# Cyclopina brevifurca
Cyclopina brevifurca – gatunek widłonoga z rodziny Cyclopinidae. Nazwa naukowa tego gatunku skorupiaków została opublikowana w 1913 roku przez norweskiego hydrobiologa Georga Ossiana Sarsa.